# Kashima-jingū
Le Kashima-jingū (鹿島神宮) est un sanctuaire shinto situé à Kashima, dans la préfecture d'Ibaraki. Il est l'un des sanctuaires les plus connus de la région de Kantō. Son âge exact est inconnu, mais une légende indique qu'il daterait de l'an 660 av. J.-C. Le Hitachi no kuni fudoki le mentionne au VIIIe siècle, mais il ne faisait pas partie de la fusion de trois sanctuaires s'étant produite sous le règne de l'impératrice Shotoku (764-770).

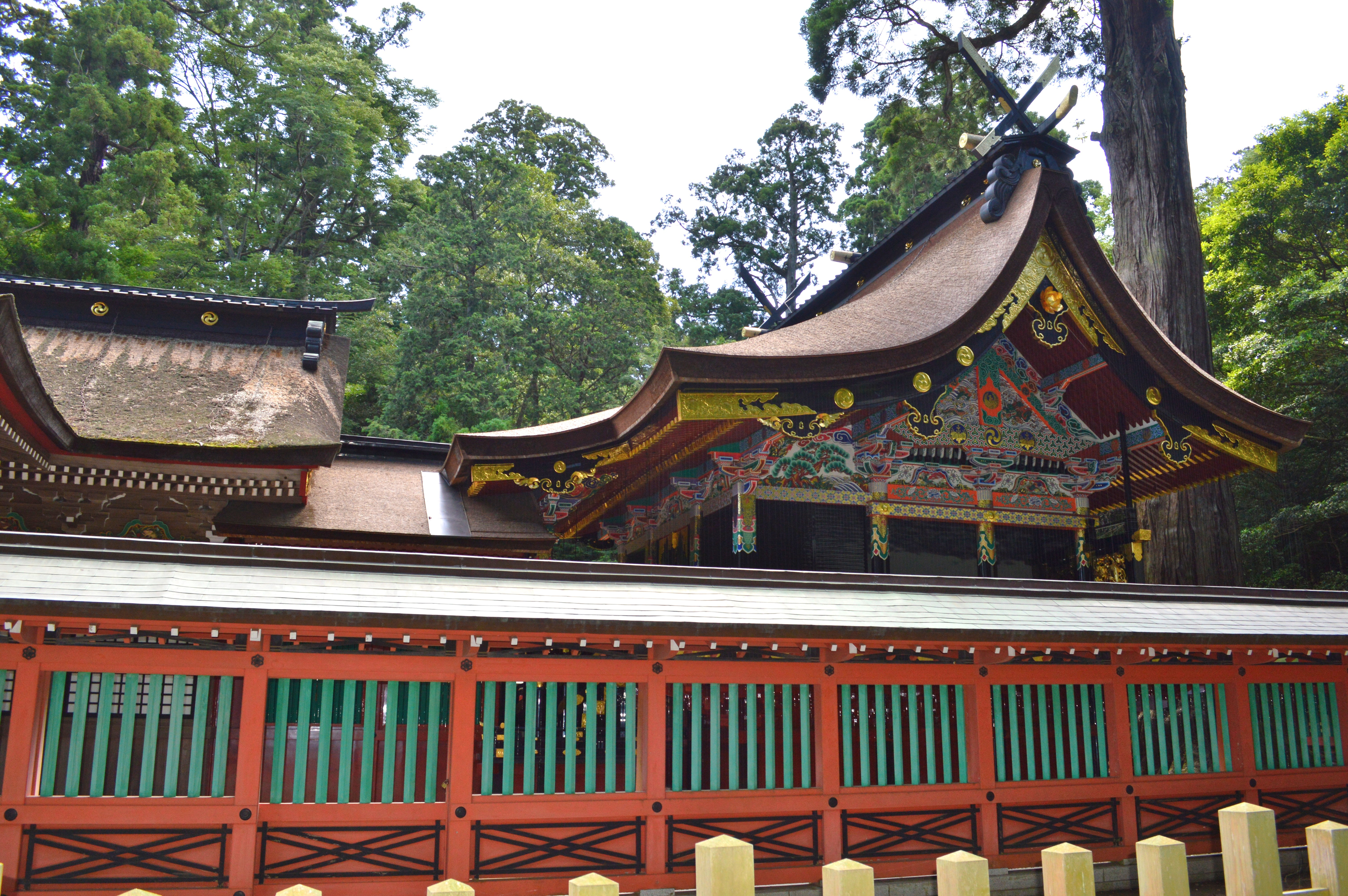
Honden.

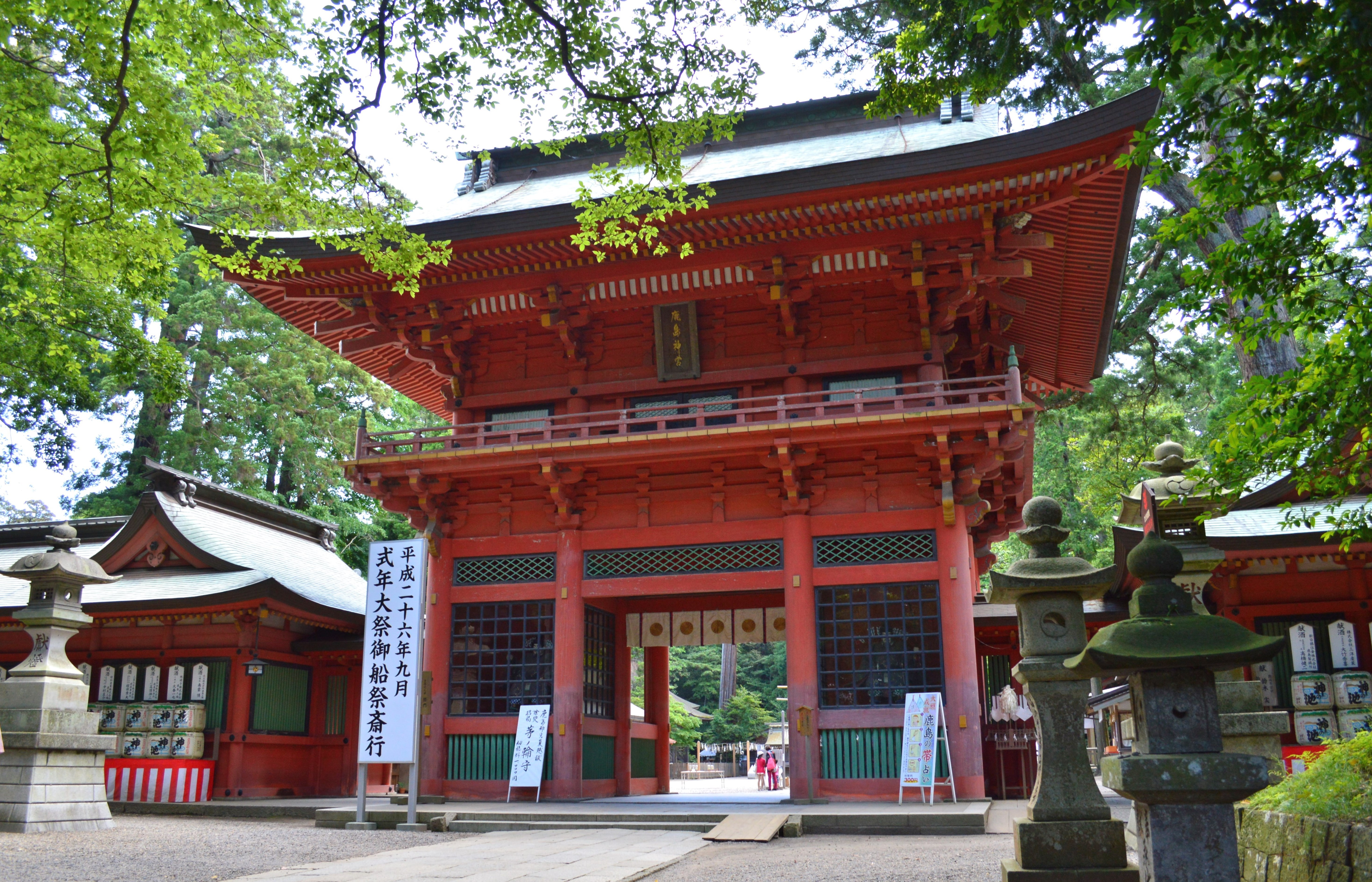
Rōmon.

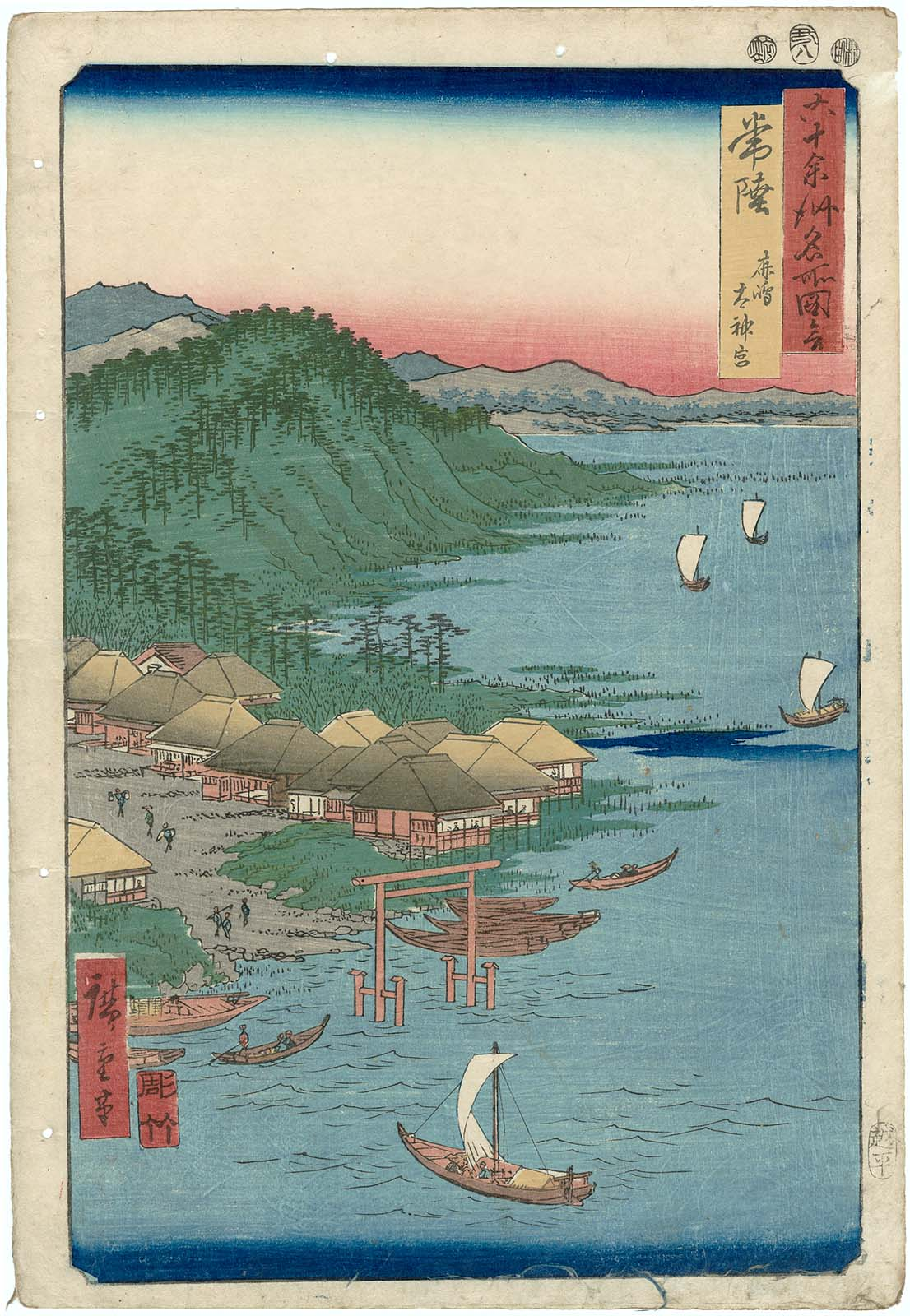
Hiroshige.

La divinité tutélaire du sanctuaire, Takemikazuchi-no-mikoto (武甕槌大神), est mentionnée également dans les plus anciens mythes et en tant que divinité ancestrale de la puissante famille Fujiwara, était importante pour le culte des kamis de l'antique cour du Tennō. Pour cette raison, le sanctuaire de Kashima porte le titre de « Palais des dieux » (神宮 (jingū)) et fait partie du chokusaisha, un groupe de sanctuaires recevant à intervalles réguliers des présents de l'empereur (ici, tous les six ans). Il était, à l'origine (comme les sanctuaires d'Ise et de Katori) et jusqu'au XVe siècle, démoli tous les vingt ans puis reconstruit à la suite.
Le sanctuaire est également célèbre pour les exercices de harae et de misugi pratiqués à l'étang de la sainte Mitarashi (ou Ō-te-barai).

## Kashima et son kami tutélaire
Le sanctuaire de Kashima a pour principale divinité Takemikazuchi. Il possède une relation spécifique avec Futsunushi, la divinité tutélaire du Katori-jingū, puisque les deux sanctuaires se situent sur la pente de Ninigi, sur un terrain « pacifié » et considéré comme sacré (shin-shin-goetsu), et jouent par ailleurs un rôle majeur dans la religion shinto. Un pèlerinage entre les deux sanctuaires se tenait, en particulier lorsqu'il s'agissait de partir au combat dans le Japon féodal. Les deux sanctuaires ont d'ailleurs développé leurs propres centres et réseaux cultuels qui se sont répandus dans l'ensemble du Japon.
On trouve, autour du sanctuaire, à l'instar du Kasuga-taisha à Nara, des cerfs apprivoisés. Ils sont considérés comme des messagers des dieux et plus particulièrement de Takemikazuchi. De nombreuses illustrations médiévales montrent que le kami est arrivé dans la région avec le kami Futsunushi sur le dos d'un de ces animaux afin de s'y établir.
La relique (shintai) de Takemikazuchi est une épée longue et ancienne, brandie et vénérée par les prêtres lors des fêtes de Kashima, l'assistance brandissant des épées en face du sanctuaire. Ce shintai de Kashima est l'un des trésors nationaux du Japon. Selon la tradition, l'armure de Takemikazuchi se situerait dans un petit sanctuaire à proximité, le Mikasa-jinja (une masha, anciennement connue sous le nom de « Kabuto-no-miya »).
Il existe d'autres sanctuaires secondaires sur le terrain du Kashima-jingū, dans lesquels l'« âme sauvage » (ara-Mitama) de Take-mika-zuchi ou d'Ame-no-koyane peut être adorée.
On trouve parmi les autres kamis du sanctuaire Izanagi (vénéré au Kumano-jinja, un masha), Hiru-ko (vénéré au Umi-be-no-yashiro), une masha, Toyouke-hime (sous le nom de Miketsu-no-kami), Taka-okami et Kuraokami (en). Il existe également un sanctuaire de Susanoo, deux d'Ōkuninushi, un pour Iku-tsu-hiko-ne (fils d'Amaterasu) et un pour Takakuraji (compagnon de Jimmu Tennō). Au Toshi-sha, un kami inconnu (Toshi-gami, le kami du Toshi) est vénéré.

## Kashima et le silure-séisme
Durant l'époque d'Edo, les divinités de Kashima (connues sous le nom de Kashima daimyōjin) était réputées pour leur pouvoir à contrôler les tremblements de terre. Ce pouvoir est aujourd'hui incarné sous la forme du kaname ishi, un rocher vénéré dans une portion du sanctuaire. Ces roches, plongeant dans le sol à l'instar d'un poisson-chat (namazu) dont on verrait encore la tête, auraient la clé du monde souterrain et provoqueraient les séismes. Cette légende fut tellement prise au sérieux que Tokugawa Mitsukuni, daimyo de Mito, suscita des travaux pour transporter ces pierres ; la légende proclame que les tranchées creusées le jour se comblaient la nuit. Elle fut particulièrement appuyée par un séisme majeur en 1855, scène décrite sur de nombreuses œuvres ukiyo-e.
Les pierres sur lesquelles grimpent des plantes de type glycine sont sans doute présentes dès l'origine.

## Kashima et arts martiaux
Les dojos de kendo ou de kenjutsu utilisent parfois un kakejiku blasonné avec le Kashima-taishin (鹿島大神, autre nom pour Takemikazuchi-no-mikoto). Le temple de Kashima, comme le temple de Katori, sont en effet au centre des récits fondateurs de plusieurs styles martiaux anciens japonais, qui ont fortement influencé les formes modernes d'escrime au sabre.

## Jours de fête
Les jours festifs du sanctuaire sont :
- le 9 mars : journée du Saito-sai. Les membres de la communauté (ujiko), au nombre d'un millier environ, effectuent des démonstrations en armure antique, comme le faisaient auparavant les samouraïs avant de partir au combat ;
- du 1er au 3 septembre, tous les quinze ans, se produit le Shikinen-mi-fune-sai. Lors de la première moitié de la première journée, se pratiquent les exercices de misogi et de mitama-shizume dans le style Koshin-dō.